# くす (京極竜子の侍女)
くす（生没年不詳）は、戦国時代から安土桃山時代にかけての女性。若狭国三方郡早瀬の生まれで、近江の戦国大名である浅井長政の娘と伝えられる。豊臣秀吉の側室である松の丸殿（京極竜子）に仕え、三方郡金山村の曹洞宗寺院である龍澤寺を再興したとされる。法名は宝（放）光院殿心室理性尼大姉。

## 経歴
明治44年（1911年）に福井県三方郡教育会により出版された『三方郡誌』の第四章「南西郷村」の「寺院」の項目には下記のような記述がある。
『三方郡誌』によれば、廃絶していた宝応寺を、龍澤寺と改名し再興したのが豊臣秀吉の侍女のくすで、一説には浅井長政の娘とされ、秀吉側室の芳壽院の乳母とされる。龍澤寺の蔵するくす木像の台座裏には「開基真像」とあり、位牌には「当寺開基 宝光院殿心室理性尼大姉 淑霊」と記されている。
龍澤寺には「浅井太守 天窓芳清大居士 本念宗心大姉 神祇」と記された位牌が残っており、これが浅井長政とお市の方以外の室のものではないかとされ、くすを浅井長政の娘とする根拠となっている。
芳壽院は豊臣秀吉の側室である松の丸殿（京極竜子）の院号である「壽芳院」（寿芳院）の誤りであると考えられる。『三方郡誌』でくすは「豊臣秀吉の侍女」と記されているが、くす自筆の書状に「京こくさま御内」とあることから、秀吉の側室である松の丸殿付きの侍女として秀吉に近侍したものと考えられる。

## くす黒印状
くすが天正20年（1592年）に龍澤寺に宛てて出した書状で、内容は亡くなった「そうしんさま」のための菩提寺建立の費用として米を贈ったものと考えられる。
「そうしんさま」とは、龍澤寺に残っている位牌に「浅井太守 天窓芳清大居士 本念宗心大姉 神祇」と記されていることから、浅井長政のお市の方以外の室であると考えられる。なお同寺には寺の権利を保障した秀吉の朱印状も残っており、秀吉朱印状とくす女書状は昭和58年（1983年）4月1日に美浜町の町指定有形文化財に指定されている。

## くす木像
龍澤寺にはくす木像と豊臣秀吉木像が蔵されている。くす木像の台座裏には「寛政三亥年 開基真像 現住大安代 施主久々子村 斎講 婆々中」と記されており、寛政3年（1791年）に三方郡久々子（くぐし）村の斎講の老婆たちが施主となって造像されたことがわかる。
秀吉木像の台座裏には「寛政二戌戴 大閤真像 現在大安叟 願主前龍之叟」と記されており、造像はくす木像の前年の寛政2年（1790年）とわかる。また秀吉の位牌もあり「勅賜豊国大明神前大閤相国国泰寺殿雲山俊龍大居士尊儀」と記されている。江戸時代の後半にこれらの木像が造られたのは、寺の権利を保障した秀吉への感謝の気持ちが作用した可能性が高いとしている。